# دایر (تنسی)
دایر(به انگلیسی: Dyer) شهری در ایالت تنسی کشور ایالات متحده آمریکا است که جمعیت آن در سرشماری سال ۲۰۱۰ میلادی، ۲٬۳۴۱ نفر بوده‌است.